# Каштановобрюхая танагра
Каштановобрюхая танагра (лат. Dubusia castaneoventris) — вид птиц из семейства танагровых. Птицы обитают в субтропических и тропических горных влажных лесах, на высоте 2200—3500 метров над уровнем моря, на восточных склонах Анд от юго-востока региона Ла-Либертад (Перу) южнее до департаментов Ла-Пас и Кочабамба (Боливия). Длина тела 17 см, масса около 26 грамм.